# Hans Forssell
Hans Ludvig Forssell (Gävle, 1843 – Mesocco, 1901) è stato un politico e storico svedese.
Ministro delle finanze dal 1875 al 1880, anno in cui venne eletto alla Camera Alta, fu acceso avversario del proibizionismo e caldeggiò l'unione economico-monetaria scandinava che si venne a formare sotto il suo ministero.
Nel 1881 è stato eletto membre dell'Accademia svedese. È succeduto nel seggio numero 1 a Anders Fryxell.
Morì a San Bernardino di Mesocco.